# آئنیاس، آنخیسس و آسکانیوس
آئنیاس، آنخیسس و اسکانیوس (انگلیسی: Aeneas, Anchises, and Ascanius) مجسمه ای است توسط هنرمند ایتالیایی جان لورنتسو برنینی در سال. ۱۶۱۸–۱۹ ساخته شده‌است. این مجسمه که در گالری بورگزه در رم قرار دارد، صحنه ای از انئید را به تصویر می‌کشد، جایی که قهرمان آئنیاس خانواده خود را از سوزاندن تروآ (شهر) نجات می‌دهد.
الهام‌بخش برنینی برای این اثر، انئید، شعر حماسی لاتینی بود که داستان آئنیاس، یک تروایی را روایت می‌کند که شهر خود را ترک کرد و در نهایت به ایتالیا رسید، جایی که او یکی از اجداد مردم روم شد. صحنه دقیق به تصویر کشیده شده، لحظه‌ای است که آئنیاس، پدرش، آنخیسس سالخورده، و پسرش آسکانیوس را پس از غارت توسط ارتش یونان، از تروا برای گریز از شهر همراهی می‌کند. آنخیسس در دست خود ظرفی را با خاکستر اجدادش حمل می‌کند که در بالای آن دو مجسمه کوچک از پنات‌ها، خدایان خانواده رومی وجود دارد.